# أكتينيدات
| الرقم الذري | الاسم       | الرمز |
| ----------- | ----------- | ----- |
| 89          | اّكتينيوم    | Ac    |
| 90          | ثوريوم      | Th    |
| 91          | بروتكتينيوم | Pa    |
| 92          | يورانيوم    | U     |
| 93          | نبتونيوم    | Np    |
| 94          | بلوتونيوم   | Pu    |
| 95          | أمريكيوم    | Am    |
| 96          | كوريوم      | Cm    |
| 97          | بركليوم     | Bk    |
| 98          | كاليفورنيوم | Cf    |
| 99          | أينشتينيوم  | Es    |
| 100         | فرميوم      | Fm    |
| 101         | مندليفيوم   | Md    |
| 102         | نوبليوم     | No    |
| 103         | لورنسيوم    | Lr    |

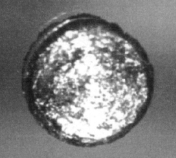
عنصر الكاليفورنيوم (Cf)

الأكتينيدات actinide (/ˈæktɪnaɪd/) or actinoid (/ˈæktɪnɔɪd/) هي سلسلة تتكون من 15 عنصر تبدأ من اّكتينيوم إلى لورنسيوم في الجدول الدوري، بالأرقام الذرية من 89 إلى 103. وهي لها خواص تشبه لعناصر سلسة اللانثينيدات. الأكتينيدات ذات الأرقام الذرية العالية لا توجد في الطبيعة ولها فترة عمر نصف صغيرة. ويتم وضع سلسة الأكتينيدات تحت الجدول الدوري كما لو كانت تذييل له. بينما يوضح الجدول الدوري العريض المكان الفعلي لمجموعة اللانثينيدات.
يوصي الكتاب الأحمر للاتحاد الدولي للكيمياء البحتة والتطبيقية (الاتحاد الدولي للكيمياء البحتة والتطبيقية) لعام 1985 باستخدام الأكتينويد بدلاً من الأكتينيد، حيث تشير اللاحقة -ide عادةً إلى أيون سالب. ومع ذلك، ونظرًا للاستخدام الحالي على نطاق واسع، لا يزال الأكتينيد مسموحًا به. نظرًا لأن الأكتينويد يعني حرفيًا شبيه الأكتينيوم (راجع: humanoid أو android)، فقد قيل لأسباب دلالية أن الأكتينيوم لا يمكن أن يكون أكتينويدًا منطقيًا، لكن الاتحاد الدولي للكيمياء البحتة والتطبيقية يعترف بإدراجه بناءً على الاستخدام الشائع.
جميع الأكتينيدات هي عناصر كتلة أف. يعتبر اللورنسيوم في بعض الأحيان أحد العناصر أيضًا، على الرغم من كونه عنصر كتلة دي ومعدنًا انتقاليًا. تتوافق السلسلة في الغالب مع ملء غلاف الإلكترون 5f، على الرغم من أن العديد منها في الحالة الأرضية لها تكوينات شاذة تتضمن ملء الغلاف 6d بسبب التنافر الإلكتروني. بالمقارنة مع اللانثانيدات، ومعظمها أيضًا عناصر كتلة f، تظهر الأكتينيدات تكافؤًا أكثر تغيرًا. تمتلك جميعها أنصاف أقطار ذرية وأيونية كبيرة جدًا وتظهر نطاقًا كبيرًا بشكل غير عادي من الخصائص الفيزيائية. في حين أن الأكتينيوم والأكتينيدات المتأخرة (من الأمريسيوم فصاعدا) تتصرف بشكل مشابه للانثانيدات، فإن عناصر الثوريوم والبروتكتينيوم واليورانيوم تشبه إلى حد كبير المعادن الانتقالية في كيميائيتها، مع احتلال النبتونيوم والبلوتونيوم موقعا متوسطا.
جميع الأكتينيدات مشعة وتطلق الطاقة عند الاضمحلال الإشعاعي؛ اليورانيوم والثوريوم الموجودان بشكل طبيعي، والبلوتونيوم المنتج صناعيًا هما أكثر الأكتينيدات وفرة على الأرض. وتستخدم هذه في المفاعلات النووية والأسلحة النووية. لليورانيوم والثوريوم أيضًا استخدامات حالية أو تاريخية متنوعة، ويستخدم الأمريسيوم في غرف التأين في معظم أجهزة كشف الدخان الحديثة.
ومن بين الأكتينيدات، يتواجد الثوريوم واليورانيوم البدائيان بشكل طبيعي بكميات كبيرة. ينتج عن التحلل الإشعاعي لليورانيوم كميات عابرة من الأكتينيوم والبروتكتينيوم، وأحيانًا يتم إنتاج ذرات النبتونيوم والبلوتونيوم من تفاعلات التحويل في خامات اليورانيوم. الأكتينيدات الأخرى هي عناصر اصطناعية بحتة. لقد أطلقت تجارب الأسلحة النووية ما لا يقل عن ستة أكتينيدات أثقل من البلوتونيوم في البيئة؛ أظهر تحليل الحطام الناتج عن انفجار قنبلة هيدروجينية عام 1952 وجود الأمريسيوم، والكوريوم، وبيركيليوم، وكاليفورنيوم، والأينشتاينيوم، والفرميوم.
في العروض التقديمية للجدول الدوري، تظهر عناصر الكتلة f عادةً على شكل صفين إضافيين أسفل النص الرئيسي للجدول. هذه الطريقة هي مسألة جمالية وعملية تنسيقية بالكامل؛ يُدرج الجدول الدوري واسع التنسيق الذي نادرًا ما يستخدم السلاسل 4f و5f في أماكنها الصحيحة، كأجزاء من الصفين السادس والسابع (فترات) في الجدول.